# اراده‌گرایی

پرچمی که اراده‌گرایان اغلب از آن استفاده می‌کنند.

پرچم آنارکو-کاپیتالیست که دیگر اراده‌گرایان اغلب از آن استفاده می‌کنند.

اراده‌گرایی یا ولونتاریسم (به انگلیسی: voluntarism و گاهی Voluntaryism)، عموماً فلسفه‌ای است که معتقد است همهٔ اشکال انجمن‌های انسانی باید داوطلبانه باشد.
اصلی که غالباً برای حمایت از اراده‌گرایی استفاده می‌شود اصل عدم تجاوز است.
بیشتر اراده‌گرایان اندیشهٔ خود را بر پایهٔ نظریات فلاسفهٔ اراده‌گرایی چون موری راتبارد و رابرت لفیور قرار می‌دهند. راتبارد می‌گوید نخست هر دولتی ایجاد انحصار اجباری در خصوص خدمات دفاعی (پلیس و دادگاه) بر یک منطقهٔ جغرافیایی را مسلم می‌داند. تا مالکینی که خواهان پذیرفتن یک شرکت دفاعی دیگر در آن ناحیه‌اند مجاز نباشند چنین کنند؛ و دوم اینکه هر دولتی درآمدش را از دزدی به دست می‌آورد که به آن برچسب مالیات‌گیری زده می‌شود. به هر حال همهٔ دولت‌ها حداقل این دو جرم را علیه آزادی و مالکیت انجام می‌دهند مگر این که محدود شده باشند.

## فلسفه
شمار بسیاری از اصول اخلاقی برای توجیه اراده گرایی مورد استفاده قرار گرفته‌اند.

### اصل عدم تجاوز
اصلی که غالباً برای حمایت از اراده گرایی استفاده می‌شود اصل عدم تجاوز است.

### توجیهات
روش‌های فلسفی گوناگونی از جمله موارد زیر این اصل را نتیجه داده‌اند:
- پیامدگرایی: برخی پایهٔ اصل عدم تجاوز را بر سودگرایی قاعده نگر یا خودبینی قاعده نگر می‌دانند. این روش‌ها معتقدند که گرچه نمی‌توان ادعا کرد که نقض اصل عدم تجاوز به‌طور عینی غیراخلاقیست، التزام به آن تقریباً همیشه بهترین نتایج ممکن را به بار می‌آورد و نتیجتاً باید به عنوان یک قاعدهٔ اخلاقی پذیرفته شود. این دانشوران عبارتند از دیوید فریدمن، لودویگ فن میزس و فردریش هایک.
- حقوق طبیعی: برخی اصل عدم تجاوز را بر مبنای حقوق طبیعی که بخش طبیعی وجود انسان دانسته می‌شود می‌دانند. چنین روش‌هایی اغلب به خود-مالکیت، شهودگرایی اخلاقی یا حق زندگی اشاره می‌کنند. متفکرین سنت حقوق طبیعی عبارتند از جان لاک، لیسندر اسپونر، و موری راتبارد.
- قرارداد اجتماعی: این ابزاری ذهنی برای تشریح رابطهٔ درست بین افراد و دولتشان است. استدلالهای قرارداد اجتماعی بیان می‌کنند که افراد از طریق روند رضایت مشترک در جوامع سیاسی متحد می‌شوند، و توافق می‌کنند به قواعد مشترک پایبند باشند و وظایف متناظر را می‌پذیرند تا از خودشان و یکدیگر در برابر خشونت و دیگر اشکال ضرر محافظت کنند. بسیاری لیبرترین‌ها، لفظ «قرارداد اجتماعی» را رد می‌کنند زیرا به‌طور تاریخی به شیوهٔ غیر داوطلبانه به کار رفته‌است. آنان استدلال می‌کنند که یک قرارداد برای اعمال پذیر بودن لازم است داوطلبانه باشد.

در عصر ناصری، به لحاظ عدم حاکمیت قانون به عنوان نماد اراده‌گرایی مدرن، ارادة شاه یکی از مهم‌ترین مبناهای اعتبار قاعدة حقوقی بود که ریشه عمیقی در بافت فکری و سنتی جامعة ایرانی داشت. این اراده، مشروعیت ایدئولوژیک خود را از ارادة الهی کسب می‌نمود و مردم به عنوان رعایا، ضمن پذیرش این موضوع، این واگذاری قدرت را نوعی فره ایزدی تلقی می‌کردند و چون هر اراده ای به فر ایزدی ختم می‌شد از خود احساس اراده نمی‌کردند و بیان اراده را سرکشی در برابر ایزد می‌دانستند.
اراده گرایی نظریه ای است که تلاش می‌کند اعمال ارادی را از غیر آن تفکیک کند. طبق این نظریه، اراده کردن یک عمل اجرایی ذهن است که با باور و میل ارتباط دارد و اگر فعلیت یابد، سبب ایجاد رویداد یا سلسله ای از رویدادها در جهان خارج می‌شود. این دیدگاه در مقابل نظریه‌های کسانی مانند انسکوم، دیویدسن و هورنسبی که هر کدام نماینده اصلی یک اندیشه هستند قرار دارد.
اراده، اساس و بنیان عقود و تصرّفات به‌شمار می‌آید، به گونه‌ای که بدون آن نمی‌توان بر هیچ عقد و تصرّفی آثار شرعی و حقوقی مترتب کرد. مکان اراده، قلب است و به دلیل منزلت والای اراده است که نمی‌توان هیچ امری به آن نسبت داد مگر اینکه اراده، به گونه‌ای اظهار و علنی گردد. سکوت یکی از طرق اظهار اراده است که همچون وسایل دیگر تعبیر از اراده یعنی لفظ، کتابت، فعل و اشاره، هر کدام جداگانه دارای احکامی است.
عبارتی در متن پهلوی دینکرد چهارم وجود دارد که به آن در دیگر متون پهلوی اشاره نشده‌است. در کتاب پهلوی، پس از مطرح‌کردن عقاید اصلی دربارهٔ آفرینش در ادیان اسلام و زردشتی، عبارتی پهلوی با عبارتی از نص صریح قرآن که همانا «کن فیکون» باشد، مقایسه شده‌است و بیان گردیده که با توجه به متأخربودن این متون و تماس جامعه زردشتی با مسلمانان و کتاب آسمانی قرآن، اراده خداوند هرمزد در آفرینش و ادامه آفرینش، در مقام و جایگاه قطعی و محض است.